# Santa Rosa Abata
Santa Rosa Abata är en ort i Mexiko.   Den ligger i kommunen San Andrés Tuxtla och delstaten Veracruz, i den sydöstra delen av landet, 400 km öster om huvudstaden Mexico City. Santa Rosa Abata ligger 521 meter över havet och antalet invånare är 1 142.
Terrängen runt Santa Rosa Abata är huvudsakligen kuperad, men åt sydost är den platt. Terrängen runt Santa Rosa Abata sluttar söderut. Runt Santa Rosa Abata är det ganska tätbefolkat, med 120 invånare per kvadratkilometer. Närmaste större samhälle är San Andres Tuxtla, 5,0 km väster om Santa Rosa Abata. Omgivningarna runt Santa Rosa Abata är en mosaik av jordbruksmark och naturlig växtlighet.